# Euclidia
Euclidia és un gènere de lepidòpters ditrisis de la família dels erèbids (Erebidae), subfamília Erebinae. És membre de la tribu Euclidiini.

## Taxonomia
El gènere Callistege era anteriorment inclòs com a subgènere d'Euclidia.
- Subgènere Euclidia
  - Euclidia ardita Franclemont, 1957
  - Euclidia consors Butler, 1878
  - Euclidia cuspidea Hübner, 1818
  - Euclidia dentata Staudinger, 1892
  - Euclidia glyphica Linnaeus, 1758
  - Euclidia limbosa Guenee, 1852
  - Euclidia tarsalis Walker, 1865
  - Euclidia vittata Philippi, 1860
- Subgènere Gonospileia Hubner, 1823
  - Euclidia amudarya Weisert, 1998
  - Euclidia munita Hübner, 1813
  - Euclidia triquetra Denis & Schiffermüller, 1775

## Galeria

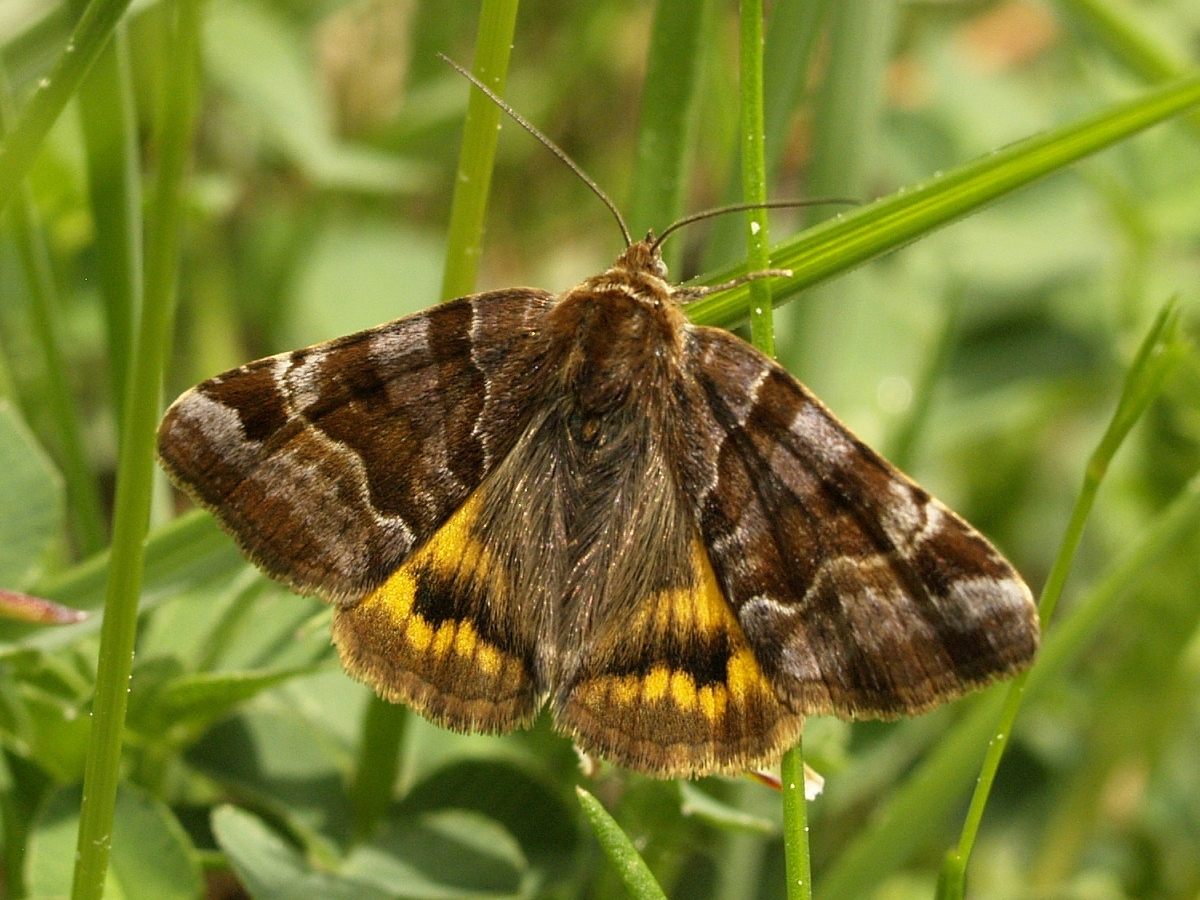
Euclidia glyphica
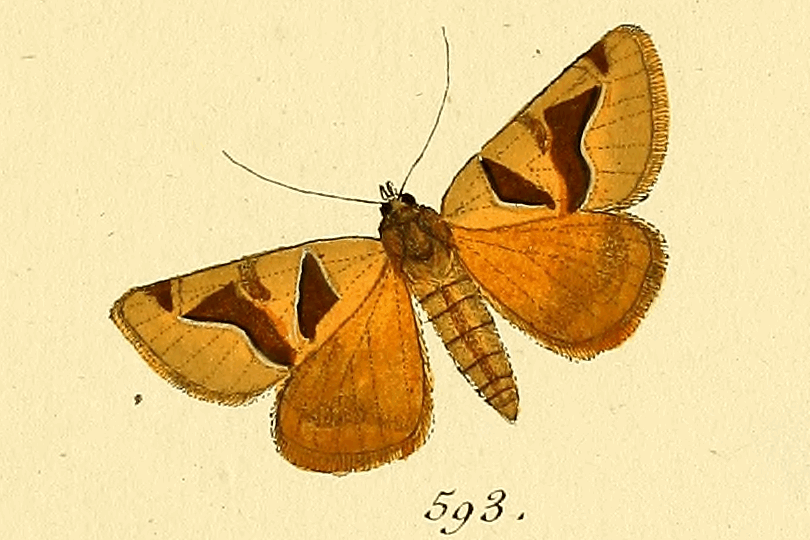
Euclidia munita
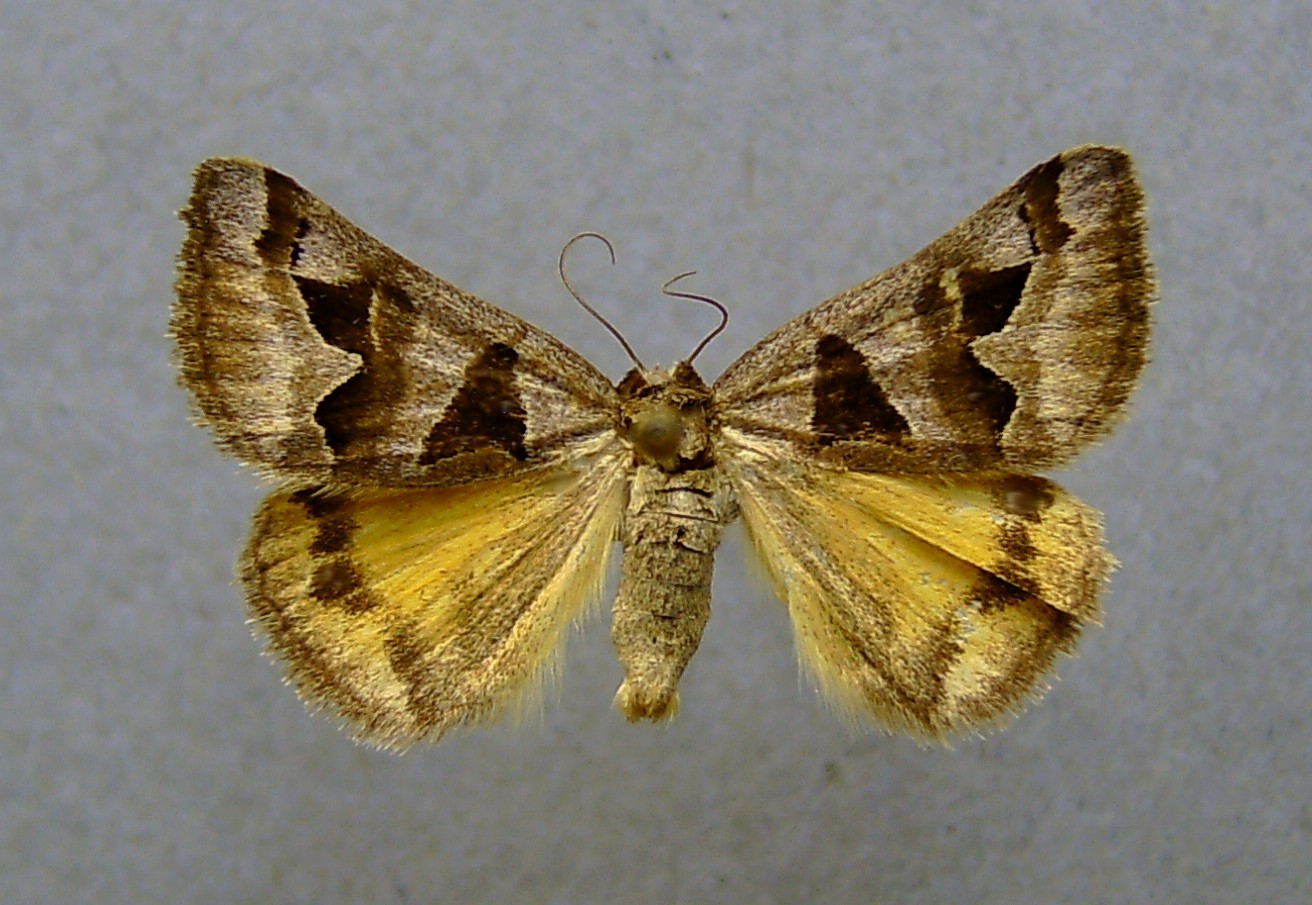
Euclidia triquetra